# 黃日彰
黃日彰（1613年8月5日—1645年11月12日），字叔闇，南直隸松江府上海縣南匯人，竈籍，明朝、南明軍事人物。

## 生平
黃日彰自許忠義，是崇禎十五年（1642年）的兩科武舉人，到十六年（1644年）武會試中第一百五十一名，聯捷三甲第一百二十一名武進士，獲授劉河守備，當時流寇肆虐，他訓練部下，鼓勵忠義以應對；十七年（1644年）他改任松江游擊調往劉河守禦，部下義兵百多人都驍勇善戰，隆武元年九月清朝軍隊攻陷太倉州，很快渡海攻打崇明，他奮勇拒敵，與張鳳翥、李中孚力戰而死，總兵張士儀叛降清朝。

## 家族
曾祖父黃溪，祖父黃鰲，父親黃金鉉，母親金氏，妻子郁氏，繼娶王氏，能領導軍隊，親自擊打戰鼓。

## 引用
1. 1 2 3  民國《江蘇省通志稿·人物志·第五十九卷·忠節三》：黃日章【彰】，字叔暗。崇禎十六年武進士，任劉河守備。時流寇蔓延，日章練卒伍，勵忠義，咸樂為用。甲申，以松江游擊調赴劉河守禦。所部義兵百餘人，皆驍果。妻王氏，亦能軍，親佐桴鼓。日章鏖戰力盡而死。王氏見烈女傳。
2. ↑  同治《上海縣志·卷十六·選舉表中》：武科……明……（崇禎）十五年壬午科（武舉人）……黃日章【彰】 見進士 十六年癸未科（武進士） 黃日章【彰】 有傳
3. ↑  同治《上海縣志·卷十九·人物二》：黃日章【彰】，字叔闇，黃家閣人。崇禎十六年武進士，為劉河守備。時流寇蔓延，日章練卒伍，勵忠義，咸樂為之用。十七年復以松江游擊調赴劉河守禦。部下義兵百餘人，皆善戰。妻王氏，亦能軍，親佐桴鼓。日章奮勇拒敵，以力竭死。王氏見烈女傳。 据南志補
4. ↑  民國《太倉州志·卷十二·名宦》：黃日章【彰】，字叔闇，南匯人，崇禎十六年武進士第三人，任劉河守備，時流寇蔓延，日章練卒伍，勵忠義，咸樂為用。甲申以松江游擊調赴劉河守禦，乙酉王師徇太倉，將渡海攻崇明，日章禦之，鏖戰力盡死。
5. ↑  錢海岳《南明史·卷二·本紀第二》：（隆武元年九月）癸酉，陷劉河，遊擊黃日章【彰】等死之，總兵張士儀畔降於清。
6. ↑  錢海岳《南明史·卷四十九·列傳第二十五》：隆武元年九月，黃日章、張鳳翥、李中孚戰死……日章【彰】，字叔闇。崇禎十六年武進士第三，以忠義自許。自劉河守備遷松江遊擊，守禦劉河。兵皆敢戰。妻王能軍佐之。……上海人。
7. ↑  《崇禎十六年癸未科武進士登科錄》：黃日彰 貫直隸松江府上海縣竈籍，行七，字叔闇，年三十一，六月二十日生，曾祖溪，祖鰲，父金鉉，母金氏，永感下，娶郁氏。直隸鄉試兩科武舉，會試第一百五十一名。